# Gulden Draak
Gulden Draak (que significa Dragón dorado) es una cerveza belga de estilo Belgian Strong Ale con elevado volumen de alcohol, elaborada en Bélgica  por Brouwerij Van Steenberge en Ertvelde, provincia de Flandes Oriental. En 1998, Gulden Draak fue galardonada como la mejor cerveza del mundo por su sabor, por el Instituto Americano de Cata.
La cerveza toma su nombre de la estatua del legendario dragón dorado que corona el Campanario de Gante. Existen varias variantes, como la Gulden Draak 9000 Quadruple.

## Aroma y sabor
Gulden Draak con 10,5% tiene un alto contenido de alcohol y un fuerte olor a este, lo que obstaculiza la capacidad para definir fácilmente su aroma. Sin embargo, tiene un potente aroma a cebada, ciruelas maduras y cerezas. Diferentes catadores en todo el mundo la definen con un dulce aroma a café. En comparación con el aroma, el sabor está un poco menos influenciado por el alcohol y alude a guindas y a azúcar moreno. El postgusto es un poco amargo.

## Envasado
Gulden Draak se envasa en botellas de color blanco y negro en los volúmenes de 33, 75, y 150 centilitros, y en barriles de 20 litros.